# Louis Musin
Pour les articles homonymes, voir Musin.
Louis Musin est un écrivain et éditeur belge, né le 25 novembre 1924 à Audregnies (Quiévrain), dans la province de Hainaut et mort en 1981.

## Biographie
Il a habité de 1945 à 1981 avenue de la Brabançonne à Bruxelles-ville.
En 1963, il devient le directeur de publication de la revue Sortilèges.
Depuis 1983, le Prix Louis Musin récompense les plus belles écritures poétiques.